# نوي-أنشباخ
نوي آن اشباخ (بالألمانية: Neu-Anspach) هي بلدة، مدينة و بلدة ألمانية تقع في ألمانيا في هوختاونوسكرايس. يقدر عدد سكانها بـ 15,137 نسمة .

## المدن التوأمة
مدن Saint-Florent-sur-Cher، Thalgau و شينتجور هي مدن توأمة لـنوي آن اشباخ.

## أعلام
- ريتشارد دانيال